# Torre d'Almucatén
La Torre d'Almucatén és una fortificació declarada bé cultural d'interès nacional al terme municipal de Benissanet, 

## Descripció
Avui dia no queden restes conegudes de la torre ni tampoc el lloc on estava emplaçada. Popularment es creu que podria correspondre a la torre de Cervelló, encara que altres fonts la situen dins del nucli antic de Benissanet

## Notícies històriques
El primer esment de la torre és de finals del segle xiii, quan partidaris dels Entença la cremaren el 1291, durant les lluites que enfrontaren els templers, els Montcada i els Entença.
Segons Pascual Madoz, a mitjan segle xix era enrunada.